# Денис Шефик
Денис Шефік  (серб. Денис Шефик, 20 вересня 1976) — сербський ватерполіст, олімпійський медаліст.

## Виступи на Олімпіадах
| Олімпіада  | Дисципліна | Місце |
| ---------- | ---------- | ----- |
| Афіни 2004 | водне поло | 2     |
| Пекін 2008 | водне поло | 3     |